# Piadas da Rádio Yerevan
Na antiga  União Soviética e nos antigos países comunistas do bloco oriental, um tipo popular de humor surgiu nos 50 e 60 apresentando a emissora fictícia chamada Rádio Armênia ( em russo:  армянское радио, transl. armyanskoye radio  ) na URSS e na Rádio Yerevan em outros lugares. Estas piadas são normalmente estruturadas numa ordem de perguntas e respostas com aquele que seria supostamente o apresentador da verdadeira Rádio Arménia, mas que muitas vezes tocava em tópicos que seriam sensíveis para as autoridades comunistas ou que de outra forma seriam passíveis de censura. 
As piadas da Rádio Yerevan surgiram provavelmente das "adivinhações armênias", um tipo de piadas russas absurdas que eram particularmente populares nos anos pós-Segunda Guerra Mundial. No final da década de 50, estas piadas tornaram-se cada vez mais de natureza política e satirizavam ativamente as realidades do povo soviético, como a falta de liberdades civis, a escassez e a má qualidade dos artigos domésticos, bem como os clichês da propaganda comunista. No entanto, muitas das piadas referiam-se a outros aspectos da vida, nomeadamente a questões sexuais e, na União Soviética, também a representações estereotipadas dos armênios. Os países do Pacto de Varsóvia desenvolveram tipos próprios de piadas da Rádio Yerevan, como as respostas da Alemanha de Leste que começavam frequentemente por "Em geral sim/não". Poucas piadas deste ciclo foram criadas desde a queda do comunismo nestes países.

## História
Existem muitas espécies de piadas de perguntas e respostas e são praticamente universais em todas as culturas, como as piadas sobre lâmpadas. Algumas, no entanto, são mais específicas de uma cultura, como as piadas sobre elefantes que foram uma moda americana na década de 1960. Na União Soviética, apareceu um tipo peculiar de piadas que envolvia não o narrador, mas uma entidade fictícia chamada Rádio Armênia. Apesar do nome, no início, as piadas da Rádio Armênia eram um fenômeno étnico russo. Eles não estão realmente relacionados com a cultura armênia, nem têm muito em comum com o rádio especificamente.Explica-se que a escolha do narrador não foi coincidente e pode ser atribuída a "enigmas armênios" que existiam desde o início do século 20 e apresentavam perguntas estranhas seguidas de respostas absurdas.  Um dos enigmas mais famosos é sobre um peixe: 
— Como chamamos uma coisa verde comprida que fica pendurada na sala e faz barulho?
— Não sei.
— Um peixe. — Por que é verde — É o meu peixe, posso pintar da cor que quiser. — Por que está pendurado na sala. — É o meu peixe, posso pendurá-lo onde quiser. — Por que faz barulho?

— Eu mesmo me pergunto sobre isso. 
Os enigmas armênios, por sua vez, provavelmente foram precedidos por piadas russas populares no início do século 20, que apresentavam um armênio, ou um georgiano, respondendo a perguntas (frequentemente feitas pelo próprio armênio/georgiano) de maneira boba.  Emil Draitser geralmente concorda com a avaliação, acrescentando ainda que os enigmas armênios tiveram um renascimento nos anos imediatamente após a Segunda Guerra Mundial . As primeiras piadas da "Rádio Armênia" apareceram no final da década de 1950  ou na década de 1960.  A parte "rádio" foi provavelmente escolhida porque, na época de seu aparecimento, o rádio era o meio de comunicação mais popular na União Soviética e também porque as estações de rádio faziam programas em que os apresentadores respondiam a perguntas supostamente enviadas por ouvintes de rádio, embora praticamente todos  suspeitavam que as perguntas foram escritas pelos próprios apresentadores, de modo a dar-lhes respostas ideologicamente apropriadas.  Uma explicação alternativa baseia-se numa história sem de autor de que um apresentador de uma Rádio Yerevan real cometeu uma gafe durante um programa ao dizer que "Numa sociedade capitalista, o homem explora o homem, mas numa sociedade comunista é o contrário."  
O surgimento das piadas da rádio armênia em particular, ou das piadas comunistas em geral, poderia ser atribuída a atitudes mais brandas em relação às manifestações de "agitação anti-soviética". Durante o governo de Stalin, fazer isso poderia levar um piadista a um Gulag ou a uma prisão; nos primeiros anos de Khrushchev, as pessoas ainda eram condenadas à prisão por tais crimes, mas no início da década de 1960 todos os estados comunistas abandonaram os processos e as detenções por dissidências tão discretas. Ao mesmo tempo, a propaganda comunista, a má qualidade de vida e (nos estados satélites soviéticos) a falta de soberania real dos estados da União Soviética tornaram-se alvos maduros para a sátira.  Outro fator foi que os meios de comunicação de massa aprovados pelos comunistas produziram pouco conteúdo humorístico, pelo que muitas das piadas que circulavam em público não eram sancionadas pelo Estado e eram criadas em movimento pelas próprias pessoas.  As novas piadas da Rádio Armênia normalmente pararam de aparecer no final da década de 1980, mas algumas ainda são criadas ocasionalmente hoje. 

## Temas
A característica comum das piadas da Rádio Yerevan é apresentar uma pergunta bastante provocativa ou absurda, seguida de uma resposta espirituosa ou sem sentido. As piadas da Rádio Armênia são diversas em seus tópicos.  Existem, no entanto, algumas semelhanças. Mais da metade das piadas russas começam com perguntas do tipo "pode/deve", que em geral não são retóricas. Quando questionado sobre a conduta sugerida, "Deveria" é frequentemente usado no início, como em "Deve um comunista pagar as taxas do partido com um suborno?" As respostas são variadas, mas mesmo numa pergunta aparentemente inócua, a Rádio Yerevan geralmente encontrará uma resposta picante com um subtexto político ou sexual. 
Algumas das piadas mais conhecidas da são de natureza política. Nestes casos, a rádio transmite a opinião de um típico homem soviético cínico em relação ao governo soviético, numa forma de crítica não explícita ou uma piada sobre a má qualidade de vida que está em desacordo com as garantias do aparelho de propaganda, bem como com os próprios clichés da propaganda comunista.  Essas piadas também farão trocadilhos com a falta de liberdades civis.   A resposta muitas vezes aparentemente concorda com o ouvinte no início, mas depois também introduz o "mas" que vira completamente a resposta inicial. 
Particularmente em russo, grande parte do restante das piadas girará em torno de temas sexuais ou características estereotipadas atribuídas aos armênios. O alvo destas piadas étnicas será muitas vezes sobre as tensões com os seus vizinhos, os georgianos e os azerbaijanos, o nacionalismo arménio, as tentativas de ganhar dinheiro fora da economia oficial (soviética) e uma certa tendência irreal dos armênio  para sexualidade incomum e a sua aparente atração para mulheres gordas.   

## Exemplos
Abaixo, alguns exemplos (P. Pergunta/R; Resposta):
- P: É possível achar graça das piadas da Rádio Yerevan? R: Sim, desde que você tenha senso de humor. 
- P: Como é que as pessoas saberão que o comunismo finalmente chegou? R: Não se preocupe, os jornais e a rádio anunciarão isso em tempo hábil. Quanto à TV, ainda não se sabe.
-  P: Existe uma diferença entre capitalismo e comunismo? R: Em princípio, sim. No capitalismo, o homem explora o homem. No comunismo é o contrário.
-  P: É verdade que existe liberdade de expressão na União Soviética da mesma forma que existe nos EUA? R: Em princípio, sim. Nos EUA, você pode ficar em frente ao Monumento a Washington, em Washington, DC, e gritar: “Abaixo Reagan !”, e não será punido. Na União Soviética, você pode ficar na Praça Vermelha em Moscou e gritar: “Abaixo Reagan!”, e não será punido.
- P: É verdade que o poeta Vladimir Mayakovsky cometeu suicídio? R: Sim, é verdade, e até o registro de suas últimas palavras está preservado: “Não atire, camaradas”.
- P: Por que não há farinha no mercado? R: Porque começaram a adicionar no pão.
- P: É verdade que na União Soviética as pessoas não precisam de rádio? R: Em princípio, sim. Ouve-se exatamente a mesma coisa de todos os lados.
- P: É verdade que as condições nos nossos campos de trabalho são excelentes? R: Em princípio, sim. Há cinco anos, um dos nossos ouvintes não estava convencido disso e foi enviado para investigar. Ele parece ter gostado tanto que ainda não voltou.
- P: Sob o comunismo ainda teremos dinheiro? R: Não, nada disso também.
- P: Poderia uma bomba atômica destruir a nossa querida cidade, Yerevan, com os seus esplêndidos edifícios e belos jardins? R: Em princípio, sim. Mas Moscou é de longe uma cidade mais bonita. 
- P: O que é o caos? R: Não comentamos a economia nacional.
- P: O que é cosmopolita? R: Deputado do cosmonauta para assuntos políticos.
- P: O que é um dueto musical soviético? R: É um quarteto musical depois de uma viagem ao exterior.
- P: Dizem-nos que o comunismo já é visto no horizonte. O que é então um horizonte? R: Horizonte é uma linha imaginária que se afasta cada vez que você se aproxima dela.
- P: Por que o nosso governo não tem pressa em levar os nossos homens à Lua? R: E se eles se recusarem a retornar?
- P: É verdade que metade dos membros do Comitê Central são idiotas? R: Que pergunta maluca. Metade dos membros do Comité Central não são idiotas!
- P: Quando Nixon visitou Moscou, ele e Khrushchev fizeram uma corrida de carros e ficou em primeiro lugar. Como nossa mídiacomunista deveria reportar isso? R: Da seguinte forma: Na competição internacional de corrida, o Secretário Geral do Partido Comunista ficou com o honroso segundo lugar, enquanto o Presidente Nixon ficou em penúltimo lugar.
- P: Qual é a diferença entre as Constituições dos EUA e da URSS? Ambos garantem liberdade de expressão. R: Sim, e a Constituição dos EUA também garante a liberdade após a expressão.
- P: O que é permitido e o que é proibido? R: Na Inglaterra, o que é permitido, é permitido, e o que é proibido, é proibido;  Na América tudo é permitido, exceto o que é proibido;  Na Alemanha tudo é proibido, exceto o que é permitido;  Na França tudo é permitido, até o que é proibido;  Na URSS tudo é proibido, até o que é permitido.
- P: Por que Solzhenitsyn, Brodsky, Bukovsky e outros dissidentes foram exilados do país? R: Você sabia que sempre são selecionados os melhores produtos para exportação?
- P: É verdade que Ivan Ivanovich Ivanov, de Moscou, ganhou um carro na loteria? R: Em princípio sim, mas, não foi 1. Ivan Ivanovich Ivanov, mas Aleksander Aleksandrovich Aleksandrov, 2. ele não é de Moscou, mas de Odessa; 3. não era um carro, mas uma bicicleta; 4.ele não ganhou, mas foi roubada dele.
- P: Qual é a diferença entre erotismo e pornografia? R: A nitidez do foco da câmera.
- P: Uma mulher pode permanecer virgem depois de três casamentos? R: Sim, se o primeiro marido fosse francês, o segundo fosse armênio e o terceiro fosse um acadêmico soviético.
- P: O que uma mulher pode fazer do nada? R: Um corte de cabelo estiloso, uma salada e uma tragédia.
- P: Um homem pode ter cem mulheres por noite? R: Sim, ele pode, se for uma noite polar.
- P: O que é “negócio russo”? R: Roubar uma caixa de vodca, vendê-la e depois beber o dinheiro.
- P: Quem foram as primeiras pessoas? R: É bem sabido que um homem descende de um macaco. Portanto, temos que admitir que as primeiras pessoas foram: Aron Gutan, um judeu, Chimpanidze, um georgiano, e Gorilla, um russo.
- P: Por que as mulheres trabalham tanto na aparência, mas tão pouco no intelecto? R: Porque há muito menos cegos do que estúpidos.
- P: É verdade que Tchaikovsky era homossexual? R: Sim, mas nós o amamos não só por isso.
- P: Esta é a Rádio Armênia. Nossos ouvintes nos perguntaram: “As pessoas terão dinheiro quando o comunismo for construído?” R: Estamos respondendo: “Alguns irão, outros não”.
- P: Esta é a Rádio Armênia. Nossos ouvintes nos perguntaram: “É possível construir o comunismo na América?” Respondemos: “É possível, mas de quem compraremos grãos?”
- P: Esta é a Rádio Armênia. Os nossos ouvintes perguntaram-nos: "Quando a fase final do socialismo, nomeadamente o comunismo, for construída, ainda haverá roubos e furtos?" Respondemos: “Não, porque tudo já será roubado durante o socialismo”.
- P: Esta é a Rádio Armênia. Nossos ouvintes nos perguntaram: “O camarada Lênin era um cientista ou um político?” Estamos respondendo: “Claro, um político. Se ele fosse um cientista, primeiro teria testado suas teorias em cães”.
- P: “Qual é a característica mais permanente da nossa economia socialista?” R: "Escassez temporária".
- P: “Qual é a diferença entre capitalismo e socialismo?” R: "Numa sociedade capitalista o homem explora o homem, e numa sociedade socialista, o contrário."
- P:  Qual é a diferença entre o comércio capitalista e o comércio socialista? R: No comércio capitalista tudo deve ser vendido, enquanto no comércio socialista tudo precisa ser comprado. 
- P: Quando o comunismo for construído, ainda existirão Judeus e Arménios? R: Não se preocupe, os judeus e os armênios encontrarão uma maneira de resolver o problema.
- P: É possível sobreviver apenas com o salário? R: Não sabemos, nunca tentamos.
- P: Qual é a maior conquista da agricultura soviética? R: Semear na URSS e colher na América.
- P: É verdade que os carros americanos são os mais rápidos do mundo? R:  Sim, é verdade, mas por outro lado, os nossos relógios soviéticos são os mais rápidos do mundo.
- P: É verdade que os arranha-céus americanos são os mais altos do mundo? R: Sim, é verdade, mas por outro lado, os transistores de fabricação soviética são os maiores do mundo.
- P: O que Sholokhov está escrevendo agora? R: Um romance policial intitulado "Como recebi o prêmio Nobel em literatura."
- P: Todos aprenderão a nadar quando o comunismo for construído? R: Por favor, por favor... Não compare o comunismo com um dilúvio.. 
- P: Existe na URSS uma oposição aberta? R: Mesmo que fosse, há muito tempo não existiria.
- P: Quais serão os resultados das próximas eleições? R: Ninguém pode dizer. Alguém roubou ontem os resultados exatos das próximas eleições do gabinete do Comitê Central da URSS.
- P: É possível comprar um homem profundamente honesto e com princípios? R:  Comprar é impossível; mas é possível vender.
- P: Porque é que o símbolo dos Republicanos nos EUA é um elefante, mas o dos Democratas é um burro? R: Porque nenhum burro pode simbolizar dois partidos políticos ao mesmo tempo.
- P: Qual é a diferença entre a publicidade capitalista e a propaganda comunista? R: Não sabemos a diferença, mas não podemos fugir de nenhum deles.
- P: Qual é a diferença entre os contos de fadas russos e ingleses? R: O conto de fadas inglês começa com "Era uma vez...., e o nosso com "Será em breve..."
- P: Por que você não transmitiu por tanto tempo? R: Tivemos que fazer algumas mudanças em nossa equipe. O locutor anterior, ao ler um artigo que continha as palavras “O socialismo não é nada....comparado ao comunismo”, fez uma pausa muito longa depois da palavra “nada”.
- P: Como é que as pessoas saberão que o comunismo finalmente chegou? R: Não se preocupe, os jornais e a rádio anunciarão isso em tempo hábil. Quanto à TV, ainda não se sabe.
- P: Como deveriam ser representados uma sereia e um centauro para atender às leis do Realismo Socialista? R: A sereia deveria ter a parte superior de um peixe, e a inferior de uma mulher, as pernas vestidas com meias e sapatos. Quanto ao centauro, a parte superior permanece a de um homem, mas a parte inferior, em vez de ser a de um cavalo, é substituída por um trator, desejavelmente com peças sobressalentes.
- P: É possível fazer um frango durar uma semana inteira? R: Sim. Compre o frango na segunda-feira e cozinhe no domingo seguinte.
- P: Por que Stalin trabalhava apenas à noite? R: Você é realmente tão ingênuo? Até as crianças sabem quem só sai para trabalhar depois de escurecer.
- P:  Meu marido me traiu tantas vezes que não sei quem é o pai dos meus filhos. O que devo fazer? Resposta: Seja magnânimo e perdoe seu marido.
- P: É verdade que o muro de Berlim foi construído para separar o Ocidente do Oriente? Resposta: Não, não é verdade. Foi construído para separar o Oriente do Ocidente.
- P: Do que um homem pobre precisa? Resposta: Uma fatia de pão branco. O caviar pode ser preto.
- P: Dizem-nos que o comunismo já é visto no horizonte. Então, o que é um horizonte? Resposta: Horizonte é uma linha imaginária que se afasta cada vez que você se aproxima dela.
- P:  É possível ter intimidade com uma égua? Resposta: Sim, é possível, mas você terá que correr muito para conseguir um beijo.
- P:  Como tornar mais fácil para marido e mulher suportarem o vínculo do casamento? Resposta: Mínimo como um trio.
- P:  É verdade que o canal de Suez foi construído para ligar o Mediterrâneo ao Mar Vermelho? Resposta: Não é verdade. Foi construído para separar Israel do Egito.
- P: Eu gostaria de me casar com uma garota, mas não tenho certeza se ela é virgem. Como descobrir? Resposta: Muito simples. Apresente-nos sua garota esta noite e amanhã de manhã lhe daremos a resposta.
- P:  É verdade que todo soldado soviético sonha em se tornar general? Resposta: Não, nossos soldados não são tão estúpidos. Eles sabem que os generais podem tornar-se desaparecidos mesmo em tempos de paz.
- P: O que deveríamos fazer se as fronteiras ocidentais da URSS fossem abertas? Resposta: Corra para a Sibéria imediatamente para não ser esmagado pela debandada.
- P: A polícia ainda existirá quando o comunismo for construído? Resposta: Claro que não. Nessa altura, todos os cidadãos terão aprendido como se prender.
- P: O que fazer se um homem que você não conhece se sentar à sua mesa em um pub e começar a suspirar? Resposta: Exija imediatamente o fim da propaganda anti-soviética.
- P: Você costuma beber tanto que se esquece completamente de tudo? Resposta: Não conseguimos lembrar.
- P: Por que temos toda essa escassez no fornecimento de carne? Resposta: Estamos a aproximar-nos do comunismo a um ritmo tão acelerado que o gado fica para trás.
- P: No refeitório da nossa fábrica o chá não é nada doce, enquanto o gerente do refeitório diz que coloca açúcar de acordo com a dose prescrita. O que devemos fazer? Resposta: Tente mexer o chá no sentido anti-horário em vez de no sentido horário.
- P:  : É possível construir o socialismo na Suíça? Resposta: É possível, mas por quê? A Suíça realmente fez algo errado com você?
- P: O que devemos fazer se de repente sentirmos vontade de trabalhar? Resposta: Apenas descanse um pouco no sofá. Vai passar.
- P: Por que algumas pessoas dizem que os húngaros amam os russos e odeiam os americanos? Resposta: Porque os russos ajudaram os húngaros a livrarem-se de um regime totalitário, mas os americanos não ajudam a livrarem-se do outro.
- P: Qual é a maneira mais fácil de explicar o significado da palavra “comunismo?” Resposta: Por meio de punhos.
- P:  Porque é que o homem que disparou contra uma limusine do governo na Praça Vermelha errou o alvo? Resposta: Porque os cidadãos que estavam ao lado dele tentaram arrancar-lhe a arma e gritaram: 'Deixe-me atirar!'
- P: O que uma galinha pensa quando um galo corre atrás dela? Resposta: Ela pensa: 'Espero não estar correndo muito rápido.'
- P: O que fazer se a vodka interferir no trabalho? Resposta: Saia do trabalho.
- P: Quando as eleições foram realizadas pela primeira vez utilizando o método soviético? Resposta: Quando Adão elegeu sua esposa e Eva seu marido.
- P:  O que fazer se um tigre atacar uma sogra?  Resposta: Se ele foi o primeiro a atacar, deixe-o se defender sozinho.
- P:  Por que alguns homens são carecas e outros não? Resposta: Todos os homens são carecas. Apenas alguns deles têm cabelo acima da careca.
- P:  Por que suas respostas ficaram tão monótonas ultimamente? Resposta: Porque o velho judeu que dava respostas morreu recentemente.
- P: Quanto tempo leva para persuadir uma mulher? R: Depende da extensão do seu argumento mais revelador. Quanto mais longo, menor será o tempo e vice-versa.
- P: É possível embrulhar um elefante num jornal? R: Sim, se o papel disponível for aquele no qual estão impressos os longos discurso sem fim do camarada Khrushchev.
- P: Qual é a diferença entre um pessimista e um otimista? R: Um pessimista afirma que as coisas estão tão ruins que não podem piorar; um otimista acredita que eles podem piorar ainda mais.
- P: O que é pior do que um jovem pessimista? R: Um velho otimista.
- P: O que um marido deve fazer se vir sua esposa com um estranho e ambos estiverem nus? R: Um bom marido deve cobrir a esposa imediatamente, para não deixá-la esfriar.
- P: Quantos tolos existem na Armênia? R: Venha aqui, você será o primeiro.
- P: O que os líderes dos países comunistas têm em comum com os desempregados do Ocidente? R: Todos estão incertos sobre o dia seguinte.
- P: A rádio de Moscou me fala todos os dias sobre a abundância de alimentos em nosso país, enquanto minha geladeira está vazia. O que devo fazer? R: Conecte sua geladeira ao rádio.
- P: Por que Lenin usava sapatos normais, mas Stalin usava botas? R: Na época de Lenin, a Rússia ainda estava na merda até os tornozelos.
- P: Qual é a duração da jornada de trabalho em um país socialista? R: Claro, é uma jornada de trabalho de oito horas: das oito da manhã às oito da noite.
- P: Meu marido é chefe de uma equipe exclusivamente composta de mulheres em nossa fábrica e ele chega tão cansado em casa no final do dia que não consegue cumprir seus deveres com a esposa, o que devo fazer? R: Inscreva-se em sua equipe.
- P: O que é uma troca de opiniões? R: Quando você entra no escritório do seu chefe com a sua opinião e sai com a dele.
- P: É verdade que as cenouras são boas contra a impotência? R: Sim, mas muitos preferem bananas.
- P: É possível um homem dar à luz? R: Não houve tal caso registrado. Mas as experiências continuam em muitos países.
- P: O que é mais desconfortável? Resposta: Para vestir as calças puxando-as pela cabeça.
- P: É verdade que Tchaikovsky era um pederasta? Resposta: Sim, mas ele é querido não só por isso. Alguns também gostam de sua música.
- P:  Como prevenir danos causados por terremotos? Resposta: Tomar emprestada a experiência da parte progressista da juventude ocidental. Frequentemente organizam manifestações de massa, por uma causa ou sem causa, sob um slogan universal: "Nós protestamos!" Com este slogan, marcham corajosamente diante dos parlamentos, ou das universidades, ou de quaisquer outras estruturas. Via de regra, trazem retratos de Marx, Lênin, Che Guevara, Tito, Mao, Stalin, Hitler, Ho Chi Min, Charlie Chaplin, Arafat, Napoleão, O Papa, Nelson Mandela, Michael Jackson, Madonna e muitos outros conhecidos e personalidades desconhecidas. As oscilações do solo provocadas pelos seus passos fortalecem as estruturas urbanas.
- P: Um filho de General pode tornar-se Marechal? Resposta: Não, porque todo Marechal também tem um filho. 
- P: O que é um dueto musical soviético? Resposta: É um quarteto musical depois de uma viagem ao exterior.
- P: Porque é que o nosso governo não tem pressa em levar os nossos homens à Lua? Resposta: E se eles se recusarem a retornar?
- P:   Existem homens que não traem as suas esposas quando estas estão em viagens de negócios prolongadas? Resposta: Claro. Cosmonautas soviéticos e astronautas americanos.
- P: A China possui foguetes poderosos o suficiente para chegar à lua? Resposta: Eles não precisam de foguetes. Se o Partido Comunista Chinês ordenasse, o seu povo simplesmente pisaria nos ombros uns dos outros e desta forma poderiam alcançar até o sol.
- P: Por que nossos cientistas fotografaram a parte traseira da lua? Resposta: A pedido da comunidade gay.
- P: É possível sentar em um porco-espinho com a bunda nua? Resposta: É possível em três ocasiões, a saber: 1. Se você primeiro raspar o porco-espinho; 2. Se não for a sua bunda, mas de outra pessoa; e 3. Se essa for a vontade do Partido.
- P:  É verdade que se você medir um tigre da ponta do nariz até a ponta da cauda, o comprimento será duas vezes maior do que se você medir da ponta da cauda até a ponta do nariz? Se for verdade, como pode ser?Resposta: O que há de incomum nisso? Você não sabe, por exemplo, que da Páscoa ao Natal são oito meses, mas do Natal à Páscoa apenas quatro?
- P: Era possível criticar Hitler? Resposta: Claro. Da mesma forma que você criticou Stalin. Você tinha que se trancar em seu quarto, se esconder debaixo de duas, ou melhor, três cobertas, colocar um travesseiro, ou melhor, duas almofadas em cima dos cobertores sobre sua cabeça, e então sussurrar o que sua alma desejasse sobre o ditador, seguindo estritamente um limite de cinco minutos.
- P: Qual é a diferença entre jornais e rádio? Resposta: Você pode usar um jornal para embrulhar um peixe, mas não pode embrulhá-lo em ondas de rádio.
- P:  Pergunta: Qual chá é melhor, chinês ou soviético? Resposta: Não se misture no confronto entre as superpotências. Beba café.
- P:  Haverá a terceira guerra mundial? Resposta: Não, mas a luta pela paz atingirá tal grau que não restará nenhuma pedra intacta na terra.
- P: Pergunta: Qual é o dispositivo contraceptivo mais seguro? Resposta: Telefone. Não use mais nada para entrar em contato com uma mulher.
- P: É verdade que você sempre mente? Resposta: Sempre mentimos apenas a pura verdade.
- P:  É verdade que Paulo ganhou no último domingo cem mil rublos na loteria estadual? Resposta: Sim, é verdade. Só que não foi no domingo passado, mas na segunda-feira. E não era Paulo, mas Luís. E não na loteria estadual, mas em damas. E não cem mil, mas cem rublos. E não ganhou, mas perdeu.
- P:  Por que os policiais sempre andam pelas ruas em equipes de três? Resposta: Os parceiros da equipe policial são sempre escolhidos de forma que um deles saiba ler, o outro saiba escrever, e o terceiro, naturalmente, tenha que zelar por esses dois intelectuais.
- P:  É verdade que existem dois tipos de pessoas que servem como deputados do Soviete Supremo da URSS, como membros do Supremo Tribunal e como diplomatas soviéticos? Resposta: Sim, é verdade. Um tipo são aqueles que não são capazes de nada, e o outro, aqueles que são capazes de coisa nenhuma. 
- P: E se o socialismo fosse construído no Saara? Resposta: Primeiro a areia seria disponibilizada apenas através de cartões de racionamento e depois a areia seria distribuída apenas aos membros do alto escalão do partido.
- P: E se o socialismo fosse construído na Groenlândia? R: A primeira neve só estaria disponível através de cartões de racionamento e, mais tarde, a neve seria distribuída apenas aos oficiais da KGB e às suas famílias.
- P:  O que é o comunismo? R: É quando tudo estará disponível nas lojas. Em outras palavras, como foi sob o Czar Nicolau II.
- P: Por que precisamos de dois jornais centrais, o Pravda (Verdade) e o Izvestiya (Notícias), se ambos são órgãos do mesmo Partido? R: Porque no Pravda não há notícias e no Izvestiya não há verdade.
- P: O que é que começa com R e nunca termina? R: Reorganização.
- P: É possível construir o socialismo num país autónomo? R: É possível, mas é melhor morar em outro país.
- P: É verdade que devido às conquistas da tecnologia soviética, em breve poderemos pedir comida por telefone? R: Sim, as nossas fontes dizem-nos que é verdade. As mesmas fontes nos disseram que a comida encomendada seria entregue pela TV.
- P: Qual é a amizade socialista das nações? R: É quando Arménios, Russos, Ucranianos, Judeus e todos os outros povos da URSS se unem de forma fraterna e todos juntos partem para atacar outro país. 
- P: Por que a manteiga desapareceu das prateleiras das lojas? R: Tudo derreteu sob o poderoso e quente sol da Constituição Soviética.
- P: É possível resolver um problema que não tem solução? R: Não respondemos perguntas relacionadas à agricultura.
- P: á perguntas que você não consegue responder? R: Não. Abordamos nosso trabalho de acordo com a dialética de Marx. Para qualquer pergunta podemos dar qualquer resposta.
- P: É possível abrir um bordel em Erevan? Resposta: É possível, só que na sociedade socialista não dizemos bordel. Chamamos isso de coletivização.
- P: Qual foi o principal problema que nossos pilotos encontraram durante a guerra da Coréia e durante a guerra do Vietnã? R: Em ambas as guerras, nossos pilotos tiveram que operar seus aviões apenas com uma mão, a outra ocupada puxando os cantos dos olhos para mantê-los inclinados.
- P: Que métodos utilizam os nossos inimigos no seu trabalho subversivo contra o estado socialista? R: Discutimos essas questões em nosso programa "Conselhos Úteis".
- P:  Nosso professor nos disse que todo aluno deve fazer algo grande e puro. O que você poderia sugerir? R: Vá a um zoológico e lave um elefante.
- P: Existe vida em outros planetas? R: Em outros planetas também não há vida.
- P: Pergunta: Uma mulher pode servir como diplomata? R: Não, porque uma mulher e um diplomata usam de forma diferente as palavras Sim e Não. Se um diplomata disser Sim, significa Talvez. Se um diplomata disser Talvez, significa Não. Se um diplomata disser Não, que tipo de diplomata ele é? Por outro lado, se uma mulher disser Não, significa Talvez. Se uma mulher disser Talvez, significa Sim. Se uma mulher disser Sim, bem, que tipo de mulher ela é?
- P: O que é uma piada de uma palavra? R: Comunismo. 
- P: Pergunta: Qual é a piada mais longa? R: O discurso proferido por Khrushchev no congresso do Partido.
- P: Como é possível que casulos feios se transformem em lindas borboletas? R: O que há de incomum nisso? Por exemplo, todas as meninas são tão bonitas e legais, mas de onde vêm todas aquelas esposas feias e bruxas?
- P: Por que Solzhenitsyn, Brodsky, Bukovsky e outros dissidentes foram exilados do país? R: Você não sabe que os melhores produtos são sempre selecionados para exportação?